# 411 до н. е.
411 до н. е. рік до юліанського римського календаря. Також відомий як рік консульства Мугіллана і Рутіла (або, рідше, 604 Ab Urbe condita).

## Події
- Олігархічний переворот в Афінах.
- Битва при Кіноссемі[en]
- Поставлена в Ленеях п'єса Арістофана «Лісістрата».
- Відбулася морська битва біля острова Сімі[en].
- Створена Евріпідом трагедія Фінікіянки

## Народились
- Тімолеонт

## Померли
- Евполід
- Антіфон
- Протагор
- Гіпербол

| рік | Це незавершена стаття про рік. Ви можете допомогти проєкту, виправивши або дописавши її. |